# Łomianki
Łomianki é um município da Polônia, na voivodia da Mazóvia e no condado de Varsóvia Ocidental. Estende-se por uma área de 18,5 km², com 16 056 habitantes, segundo os censos de 2016, com uma densidade de 868 hab/km².